# Хенри Скулкрафт
Хенри Роу Скулкрафт (енгл. Henry Schoolcraft; Гилдерланд, 28. март 1793 — Вашингтон, 10. децембар 1864) био је амерички географ, геолог и етнолог, познат по својим раним студијама америчких домородачких култура, као и по открићу извора реке Мисисипи из 1832. године.